# Lívia de Bueno
Lívia de Bueno (Niterói, 27 de agosto de 1983) é uma atriz brasileira.

## Filmografia

### Televisão
| Ano  | Título                            | Personagem   | Ref         |
| ---- | --------------------------------- | ------------ | ----------- |
| 2003 | Malhação                          | Marinalva    |             |
| 2006 | Avassaladoras - A Série           | Cris         |             |
| 2006 | Bicho do Mato                     | Daniela      | [ 1 ]       |
| 2008 | Os Mutantes - Caminhos do Coração | Joana        | [ 2 ]       |
| 2011 | Oscar Freire 279                  | Dora         | [ 1 ]       |
| 2013 | Saramandaia                       | Laura Rosado | [ 3 ] [ 1 ] |
| 2017 | 1 Contra Todos                    | Carolina     |             |

### Cinema
| Ano  | Filme                | Personagem | Ref   |
| ---- | -------------------- | ---------- | ----- |
| 2010 | Malu de Bicicleta    | Rê         | [ 4 ] |
| 2011 | O Homem do Futuro    | Daise      | [ 4 ] |
| 2012 | Paraísos Artificiais | Lara       | [ 1 ] |
| 2013 | Se Puder... Dirija!  | Motorista  |       |
| 2016 | Barata Ribeiro, 716  | Elizabeth  |       |

## Teatro
| Ano       | Peça              | Personagem    | Ref   |
| --------- | ----------------- | ------------- | ----- |
| 2007-2009 | Pão com Mortadela | 4 Personagens | [ 5 ] |
| 2010      | Colapso           | Cizaniaa      | [ 6 ] |
| 2011      | Mulheres de Caio  |               | [ 6 ] |
| 2015      | Dhrama            | Krishna       | [ 7 ] |